# Aulorchis paradoxa
Aulorchis paradoxa is een zeeanemonensoort uit de familie van de Liponematidae. De wetenschappelijke naam van de soort is voor het eerst geldig gepubliceerd in 1888 door Hertwig.